# Миди
 Тази статия е за едноименните животни.  За музикалния формат вижте MIDI.  
Мидите (Bivalvia, Плочкохрили), в предишните векове наричани Lamellibranchiata и Pelecypoda, са клас морски и сладководни мекотели, които имат странично сплескани тела, обградени от черупка, състояща се от две слепени части (двучерупчести). Като група двучерупчестите нямат глава и им липсват някои обичайни органи на мекотелите, като радула и одонтофор. Те включват мекотели, стриди, сърцевидки, черна морска мида и много други семейства, които живеят в солена вода, както и редица семейства, които живеят в сладка вода. Повечето се хранят чрез филтриране. Хрилете са еволюирали в ктенидии, специализирани органи за хранене и дишане. Повечето двучерупчести се заравят в седименти, където са сравнително защитени от хищници. Други лежат на морското дъно или се прикрепят към скали или други твърди повърхности. Някои двучерупчести, като черните морски миди и раковините, могат да плуват. Корабните червеи пробиват дърво, глина или камък и живеят вътре в тези материали.

## Описание
Основните им белези са примитивната, но двустранна (билатерална) симетрия и неразвитата глава. Симетрията на тялото се подчертава от страничната му приплеснатост.
Черупките са свързани над свръзката им чрез гъвкаво сухожилие, което ги отваря, а един или два мускула от вътрешната страна позволяват бързото им затваряне. Изградени са предимно от калциев карбонат.
Кракът е най-често цилиндричен или езиковидно издаден, понякога завършва с диск подобно на коремоногите. С него мидите дълбаят дъното или се прикрепват към субстрата посредством нишки, наречени бисус (англ. byssus др.гр. βύσσος оттам и висон), отделяни от бисусната жлеза.
Хрилете са много големи и обгръщат тялото от двете страни. Участват не само в дишането, но и в храненети – създаваното от тях движение на водата довежда планктона до устата. Едно от таксономичните имена на класа следствие на особената им форма е Lamellibranchiata, „Пластинкохрилни“. За първи път се появява сърце. Отделителната система е съставена от бъбреци, които представляват видоизменени метанефридии. Нервната система е изградена от няколко чифта ганглии, разположени в различни части на тялото и свързани помежду си чрез нервни връзки.
Мидите обхващат морски и сладководни, ровещи или прикрепени видове. Характерна особеност за мидите е закърнялата глава. Мантията покрива изцяло тялото като образува две странични гънки. Мидите са активни филтратори – използват за храна носените от водата органични частици. Повечето миди са разделнополови. Развитието им е с метаморфоза.
Размерите на черупките на възрастните двучерупчести варират от части от милиметър до над един метър дължина, но повечето видове не надвишават 10 см. Двучерупчестите са част от диетата на крайбрежните и крайречните човешки популации. Римляните са отглеждали стриди в езера. Съвременните познания за репродуктивните цикли на мекотелите водят до разработването на люпилни и нови техники за отглеждане. По-доброто разбиране на потенциалните опасности от консумацията на сурови или недостатъчно обработени черупчести е довело до подобрено съхранение и обработка. Перлените стриди (общото име на две много различни семейства в солена вода и сладка вода) са най-често срещаният източник на естествени перли. Черупките на двучерупчестите се използват в занаятите и производството на бижута и копчета. Двучерупчестите също са били използвани в биоконтрола на замърсяването. Двучерупчестите се появяват във вкаменелостите първо в ранния камбрий преди повече от 500 милиона години. Общият брой на известните живи видове е около 9200. Тези видове са поставени в рамките на 1260 рода и 106 семейства. Морските двучерупчести (включително соленоводни и естуарни видове) представляват около 8000 вида, комбинирани в четири подкласа и 99 семейства с 1100 рода. Най-големите съвременни морски семейства са Veneridae, с повече от 680 вида и Tellinidae и Lucinidae, всяко с над 500 вида. Сладководните двучерупчести включват седем семейства, най-големите от които са Unionidae, с около 700 вида.

## Еволюционна история
Камбрийският взрив се е състоял преди около 540 до 520 милиона години. В този кратък геоложки период се развиват всички основни биологични типове и те включват и първите същества с минерализирани скелети. Брахиоподите и двучерупчестите се появяват по това време и техните вкаменени останки остават в скалите.
Възможните ранни двучерупчести включват Pojetaia и Fordilla; те вероятно лежат в стъблото, а не в групата на короната. Watsonella и Anabarella се възприемат като (по-ранни) близки роднини на тези таксони Съществуват само пет рода предполагаеми камбрийски „двучерупчести“, другите са Tuarangia, Camya и Arhouriella и потенциално Buluniella.
Вкаменелостите на двучерупчестите могат да се образуват, когато утайката, в която са погребани черупките, се втвърди в скала. Често впечатлението, направено от клапите, остава като вкаменелост, а не като клапи. По време на ранния ордовик се наблюдава голямо увеличение на разнообразието от двучерупчести видове и се развиват дизодонтните, хетеродонтните и таксодонтните зъбци. До ранния силур хрилете се приспособяват за хранене с филтър, а през девонския и карбонския период за първи път се появяват сифони, които с новоразвитото мускулесто краче позволяват на животните да се заровят дълбоко в седимента.
До средата на палеозоя, преди около 400 милиона години, брахиоподите са сред най-разпространените филтриращи храната индивиди в океана и са разпознати над 12 000 фосилни вида. До пермско-триаското измиране преди 250 милиона години, двучерупчестите претърпяват огромно разнообразие от еволюционни разклонения. Двучерупчестите са силно засегнати от измирането, но се възстановяват и процъфтяват по време на последвалия триаски период. За разлика от тях брахиоподите загубват 95% от видовото си разнообразие. Способността на някои двучерупчести да ровят и по този начин да избягват хищниците може да е била основен фактор за техния успех. Други нови адаптации в различните семейства позволяват на видовете да заемат неизползвани преди това еволюционни ниши. Те включват увеличаване на относителната плаваемост в меки седименти чрез развитието на шипове върху черупката, придобиване на способност за плуване и в няколко случая възприемане на хищнически навици.
Дълго време се смята, че двучерупчестите са по-добре приспособени към водния живот от брахиоподите, изпреварвайки ги и измествайки ги във второстепенни ниши в по-късните епохи. Тези два таксона се появяват в учебниците като пример за замяна чрез конкуренция. Доказателствата за това включват факта, че двучерупчестите се нуждаят от по-малко храна, за да съществуват, поради тяхната енергийно ефективна лигаментно-мускулна система за отваряне и затваряне на клапи. Всичко това обаче е опровергано; изглежда по-скоро, че изпъкването на съвременните двучерупчести над брахиоподите се дължи на случайни несъответствия в реакцията им на масово измиране.

## Разнообразие от съществуващи двучерупчести
Максималният размер на възрастните живи видове двучерупчести варира от 0,52 mm (0,02 инча) при Condylonucula maya орехова мида, до дължина от 1532 милиметра (60,3 инча) при Kuphus polythalamia, удължена, подобна на ровещ корабен червей
Въпреки това, видът, който обикновено се счита за най-голямата жива двучерупчеста е гигантската мида Tridacna gigas, която може да нарасне до дължина от 1200 мм (47 инча) и тегло над 200 кг (441 фунта). Най-голямата известна изчезнала двучерупчеста е вид Platyceramus, чиито вкаменелости са с дължина до 3000 mm (118 инча).
В своя трактат от 2010 г., Компендиум на двучерупчестите, Маркус Хубер дава общия брой на живите двучерупчести видове като около 9200, комбинирани в 106 семейства. Хубер заявява, че числото от 20 000 живи вида, често срещани в литературата, не може да бъде потвърдено и представя следната таблица, за да илюстрира известното разнообразие:
| Подклас            | Разред           | Семейство               | Род                   | Вид                    |
| ------------------ | ---------------- | ----------------------- | --------------------- | ---------------------- |
| Хетеродонтови      |                  | 64 (вкл. 1 сладководни) | 800 (16 сладководни)  | 5600 (270 сладководни) |
|                    | Arcticoidea      | 2                       | 6                     | 13                     |
|                    | Cardioidea       | 2                       | 38                    | 260                    |
|                    | Chamoidea        | 1                       | 6                     | 70                     |
|                    | Clavagelloidea   | 1                       | 2                     | 20                     |
|                    | Crassatelloidea  | 5                       | 65                    | 420                    |
|                    | Cuspidarioidea   | 2                       | 20                    | 320                    |
|                    | Cyamioidea       | 3                       | 22                    | 140                    |
|                    | Cyrenoidea       | 1                       | 6 (3 сладководни)     | 60 (30 сладководни)    |
|                    | Cyrenoidoidea    | 1                       | 1                     | 6                      |
|                    | Dreissenoidea    | 1                       | 3 (2 сладководни)     | 20 (12 сладководни)    |
|                    | Galeommatoidea   | ок.4                    | 100                   | 500                    |
|                    | Gastrochaenoidea | 1                       | 7                     | 30                     |
|                    | Glossoidea       | 2                       | 20                    | 110                    |
|                    | Hemidonacoidea   | 1                       | 1                     | 6                      |
|                    | Hiatelloidea     | 1                       | 5                     | 25                     |
|                    | Limoidea         | 1                       | 8                     | 250                    |
|                    | Lucinoidea       | 2                       | 85                    | 500                    |
|                    | Mactroidea       | 4                       | 46                    | 220                    |
|                    | Myoidea          | 3                       | 15 (1 сладководни)    | 130 (1 сладководни)    |
|                    | Pandoroidea      | 7                       | 30                    | 250                    |
|                    | Pholadoidea      | 2                       | 34 (1 сладководни)    | 200 (3 сладководни)    |
|                    | Pholadomyoidea   | 2                       | 3                     | 20                     |
|                    | Solenoidea       | 2                       | 17 (2 сладководни)    | 130 (4 сладководни)    |
|                    | Sphaerioidea     | (1 freshwater)          | (5 freshwater)        | (200 freshwater)       |
|                    | Tellinoidea      | 5                       | 110 (2 сладководни)   | 900 (15 freshwater)    |
|                    | Thyasiroidea     | 1                       | 12                    | 100                    |
|                    | Ungulinoidea     | 1                       | 16                    | 100                    |
|                    | Veneroidea       | 4                       | 104                   | 750                    |
|                    | Verticordioidea  | 2                       | 16                    | 160                    |
| Палеохетеродонтови |                  | (вкл. 6 сладководни)    | 171 (170 сладководни) | 908 (900 сладководни)  |
|                    | Trigonioidea     | 1                       | 1                     | 8                      |
|                    | Unionoidea       | (6 freshwater)          | (170 сладководни)     | (900 сладководни)      |
| Protobranchia      |                  | 10                      | 49                    | 700                    |
|                    | Manzanelloidea   | 1                       | 2                     | 20                     |
|                    | Nuculanoidea     | 6                       | 32                    | 460                    |
|                    | Nuculoidea       | 1                       | 8                     | 170                    |
|                    | Sareptoidea      | 1                       | 5                     | 10                     |
|                    | Solemyoidea      | 1                       | 2                     | 30                     |
| Pteriomorphia      |                  | 25                      | 240 (2 сладководни)   | 2000 (11 сладководни)  |
|                    | Anomioidea       | 2                       | 9                     | 30                     |
|                    | Arcoidea         | 7                       | 60 (1 сладководни)    | 570 (6 сладководни)    |
|                    | Dimyoidea        | 1                       | 3                     | 15                     |
|                    | Limoidea         | 1                       | 8                     | 250                    |
|                    | Mytiloidea       | 1                       | 50 (1 сладководни)    | 400 (5 сладководни)    |
|                    | Ostreoidea       | 2                       | 23                    | 80                     |
|                    | Pectinoidea      | 4                       | 68                    | 500                    |
|                    | Pinnoidea        | 1                       | 3 (+)                 | 50                     |
|                    | Plicatuloidea    | 1                       | 1                     | 20                     |
|                    | Pterioidea       | 5                       | 9                     | 80                     |

## Класификация
Клас Миди
- Подклас Anomalodesmata Dall, 1889
  - Разред Myoida Stoliczka, 1870
  - Разред Pholadomyoida Newell, 1965
  - Разред Септохрилни (Septibranchia) Pelseneer, 1888
  - Разред Венероидни миди (Veneroida) A. Adams, 1856
- Подклас Cryptodonta Neumayr, 1884
  - Разред †Praecardioida
  - Разред Solemyoida Dall, 1889
- Подклас Heterodonta Neumayr, 1884
  - Разред †Cycloconchidae
  - Разред †Рудисти (Hippuritoida)
  - Разред †Lyrodesmatidae
  - Разред †Redoniidae
- Подклас Palaeoheterodonta Newell, 1965
  - Разред †Modiomorpha
  - Разред Trigonioida
  - Разред Речни миди (Unionoida) Stoliczka, 1871
- Подклас Pteriomorphia Beurlen, 1944
  - Разред †Cyrtodontoida
  - Разред †Tuarangiida
  - Разред Arcoida Stoliczka, 1871
  - Разред Limoida Moore, 1952
  - Разред Митилоидни миди (Mytiloida) Ferussac, 1922
  - Разред Ostreoida Ferussac, 1822
  - Разред Pterioida Newell, 1965
- Подклас Първичнохрили (Protobranchia) Pelseneer, 1889
  - Разред Nuculanoida D.C. Campbell & M.R. Campbell, 2000
  - Разред Nuculida Dall, 1889